# Droog Design

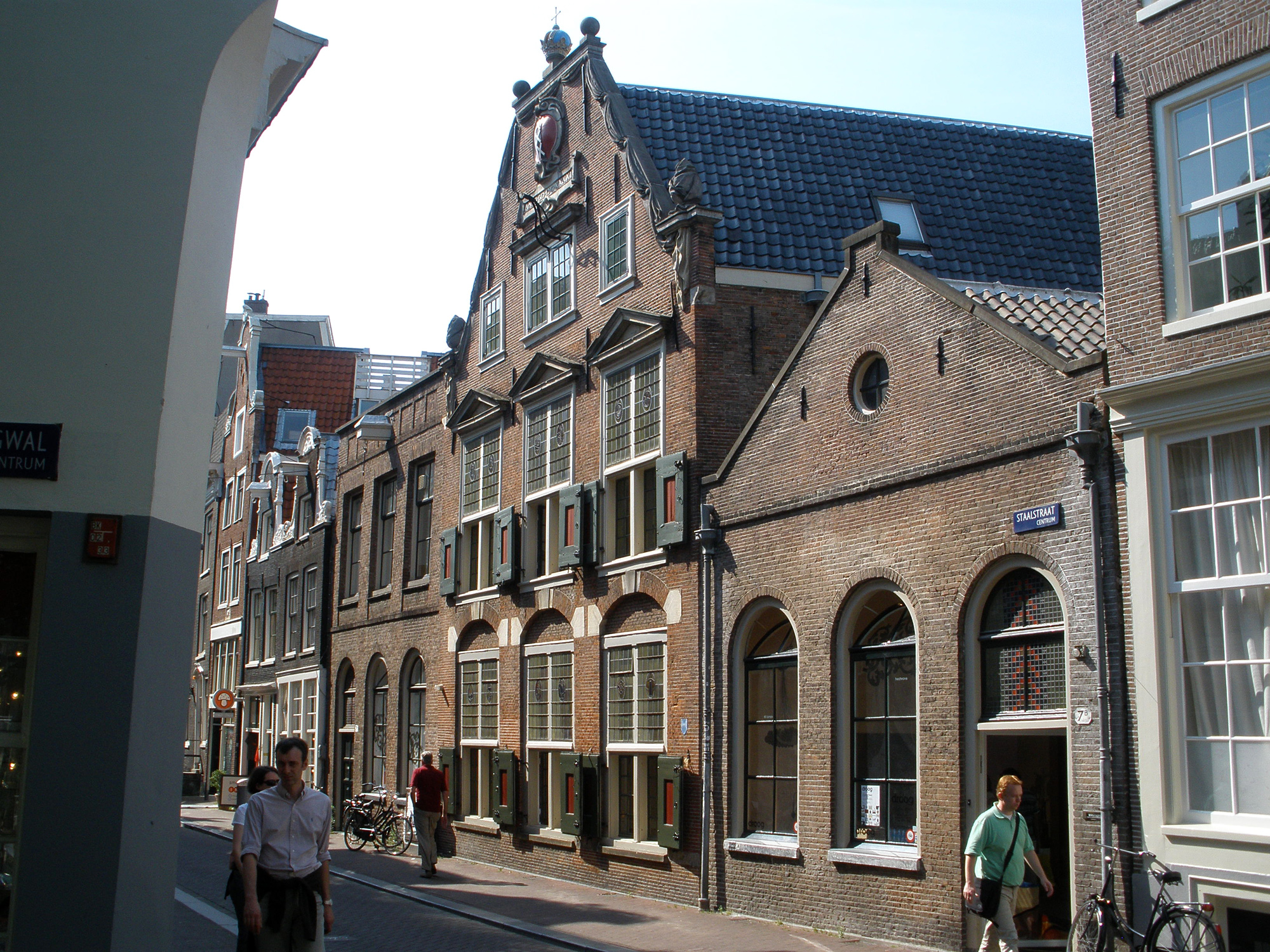
Gebäude von Droog Design

Droog Design (droog ist niederländisch für „trocken“) ist ein international renommiertes niederländisches Designkollektiv mit Sitz in Amsterdam. Es entwickelt und produziert Möbel, Lampen, Accessoires und Objekte.

## Geschichte
Die Gründung erfolgte 1993 durch Gijs Bakker und der Designhistorikerin Renny Ramakers mit dem Anspruch, dem damals vorherrschenden, stark formalen und elitären Designverständnis, von einem konzeptionellen, pragmatischen, oft auch sehr subjektiven und schroffen Designverständnis geprägte Objekte und Möbel entgegenzusetzen. Mitte der 1990er Jahre schloss Droog erste Verträge mit Händlern und erlangte weitere Bekanntheit. Seit 2004 befindet sich das Droog Headquarters „droog@home“ in Amsterdam. Es enthält einen Shop, einen Showroom, eine Bibliothek und eine Küche, in der Veranstaltungen stattfinden. Das Unternehmen unterhält Shops in New York und Tokio.
Droog kooperierte mit Firmen wie Mandarina Duck, Rosenthal, Flos, Salviati, We and Levi Strauss.
Das Selbstverständnis als Schnittstelle zwischen Design, Kunst und produzierendem Unternehmen hat Droog in diversen Ausstellungen und programmatischen Buchpublikationen proklamiert. Einige Produkte sind Bestandteil wichtiger internationaler Designsammlungen geworden. So hat das Centraal Museum Utrecht alle zwischen 1993 und 1999 entstandenen Droog-Produkte in seine Sammlung aufgenommen. Ebenso finden sich einige Objekte in der Sammlung des MoMA, Museum of Modern Art in New York.
2009 umfasste die Kollektion über 180 Produkte von mehr als 100 Designern. Unter den Designern, die für das Label Droog arbeiteten finden sich berühmte Namen, wie Atelier van Lieshout, MVRDV, NL Architects, Hella Jongerius oder Marcel Wanders, dem Gründer des Labels Moooi.
Einige international bekannter Designer arbeiteten dort, unter anderem Marcel Wanders, Hella Jongerius, Tejo Remy, Richard Hutten und Jürgen Bey.
Das Büro wurde mit einigen Preisen bedacht, z. B. ‘Designer do Ano’ – Designer des Jahres, Mercado Arte Design, São Paulo, 2016.